# Düsseldorfer Beschlüsse
Die Düsseldorfer Beschlüsse (auch: Düsseldorfer Sportverbot) wurden am 16. August 1961 vom Deutschen Sportbund (DSB) und vom Nationalen Olympischen Komitee für Deutschland (NOK) getroffen.
Die Beschlüsse waren eine unmittelbare Folge des Mauerbaus, der am 13. August 1961 seinen Anfang nahm. Bis dahin hatte der DSB entgegen mehrfacher Forderungen bundesdeutscher Politiker an einem gesamtdeutschen Sportaustausch festgehalten. Nach der Abriegelung des Grenzverlaufs der Berliner Westsektoren hatte aber vor allem der damalige Westberliner Bürgermeister Willy Brandt vom westdeutschen Sport eine sichtbare Berlin-Demonstration eingefordert. Hintergrund war, dass der Westberliner Sportbetrieb schon länger von DDR-Sportverbänden boykottiert worden war. Dies forcierte die relativ schnelle Solidaritätsbekundung.
So wurde am 16. August 1961 im Düsseldorfer Parkhotel von Vertretern des geschäftsführenden Vorstandes des DSB und Mitgliedern des bundesdeutschen NOK folgende Erklärung beschlossen und anschließend auf einer Pressekonferenz verkündet:
„1. Die vom Regime der SBZ getroffenen Abschnürungsmaßnahmen werden auf das schärfste missbilligt. Dieses Vorgehen widerspricht den Prinzipien der Menschlichkeit und verletzt auch alle sportlichen Grundsätze. Nach diesen Maßnahmen haben nur noch systemhörige Personen die Möglichkeit zu sportlichen Begegnungen mit der Bundesrepublik. Damit hat die SBZ den gesamtdeutschen Sportverkehr unterbunden. Sie trägt dafür die alleinige Verantwortung.
Solange ein normaler Verkehr zwischen der SBZ und Berlin sowie der Bundesrepublik nicht möglich ist, können die Spitzenverbände Genehmigungen zur Durchführung von Sportveranstaltungen in der SBZ und mit Sportgruppen der SBZ in der Bundesrepublik nicht mehr erteilen. Ebenso können die Sportverbände der Bundesrepublik für die Dauer dieses von der SBZ geschaffenen Zustandes auch an internationalen Sportveranstaltungen innerhalb der SBZ nicht teilnehmen.
Verhandlungen über gesamtdeutsche Fragen haben unter diesem Umständen keinen Sinn, sie werden ab sofort eingestellt.
2. In der gegenwärtigen Lage ist es eine Ehrenpflicht der Turn- und Sportbewegung der Bundesrepublik, den Sportverkehr mit Westberlin mit allen Kräften zu verstärken.
3. Die widerrechtliche Aussperrung von Sportjournalisten aus West-Berlin und der Bundesrepublik von den Ruderausscheidungen in Potsdam veranlassen DSB und NOK, die Spitzenverbände zu bitten, sich bei allen Sportveranstaltungen energisch dafür einzusetzen, daß die Sportjournalisten der Bundesrepublik entsprechend den internationalen Gepflogenheiten wie die Journalisten aller anderen Länder zugelassen und in ihrer Arbeit nicht behindert werden.“
In der Folge diskutierte die deutsche Bundesregierung diese Beschlüsse auch mit NATO-Ländern, um dort Solidarität einzufordern. In der Konsequenz bedeutet dies auch, dass DDR-Sportlern zeitweise die Einreise zu internationalen Meisterschaften in gastgebenden NATO-Ländern verwehrt wurde. Dies führte seitens einzelner Fachsportverbände dazu, dass in Erwartung der möglichen Nichtteilnahme von DDR-Sportlern internationale Meisterschaften sogar verlegt wurden.
Betroffen waren davon z. B. die Kanu-Weltmeisterschaften in Essen 1962, die abgesagt wurden. „Da das repräsentative Auftreten der Kanusportler aus der sowjetisch besetzten Zone Deutschlands – als Vertreter der sogenannten DDR – regierungsseitig nicht hingenommen werden konnte, gab es nur zwei Möglichkeiten. Entweder hätte die Zonenmannschaft an der Weltmeisterschaft nicht teilnehmen dürfen – dies hätte im Widerspruch zu dem Reglement gestanden, weil der Zonenverband selbständiges ICF-Mitglied ist – oder die Weltmeisterschaft musste ausfallen.“
Die „Düsseldorfer Beschlüsse“ wurden durch den damaligen DSB-Präsidenten Willi Daume am 25. September 1964 wieder aufgehoben. Mit Wirkung vom 30. September 1965 wurde seitens der Bundesrepublik der Sportverkehr auf Vereinsebene wieder freigegeben.

## Wortlaut
- Präsidium des NOK für Deutschland und geschäftsführender Vorstand des DSB: Kommunique der Sitzung vom 16. August 1961 in Düsseldorf, zitiert in Die Welt, 18. August 1961, abgedruckt in: Willi Lemke: Sport und Politik: eine Dokumentation des innerdeutschen Sportverkehrs.  Band 5 von Schriftenreihe für Sportwissenschaft und Sportpraxis, Ahrensburg : Ingrid Czwalina, 1971, ISSN 0080-7141, S. 80f.